# Proteolyse
Proteolyse is de biologische ontleding van proteïnen via hydrolyse in een organisme, zowel in de cellen (intracellulair) als erbuiten (extracellulair). Hydrolyse van eiwitmoleculen wordt aangezwengeld door specifieke enzymen, proteasen genoemd. Bij proteolyse komen peptiden en aminozuren vrij, die opnieuw kunnen worden gebruikt voor de eiwitsynthese of voor het produceren van energie. Wanneer een eiwit zichzelf afbreekt, wordt dit autoproteolyse genoemd. 

## Doelen
Proteolyse kan allerlei doelen hebben:
- het na de translatie verwijderen van N-terminale methionine-residu's
- het verwijderen van signaalpeptiden
- het scheiden van virale eiwitten na de translatie
- het afbreken van eiwitten uit voedsel tot aminozuren
- het omzetten van de precursoren van eiwitten (zoals pro-enzymen en prehormonen) naar hun eindtoestand
- afbreking van cyclinen in verschillende fasen van de celcyclus

## Toepassing
Proteolyse wordt daarnaast toegepast voor diverse wetenschappelijke doeleinden:
- In-gel-digestie van eiwitten na scheiding door middel van gel-elektroforese, om ze zo geschikt te maken voor massaspectrometrie
- vertering van eiwitten in een oplossing voor proteomische analyse aan de hand van vloeistofchromatografie gekoppeld aan massaspectrometrie